# تاجر البندقية (فلم 2004)
تاجر البندقية (بالإنجليزية: The Merchant of Venice) هو فيلم دراما تم إنتاجه في إيطاليا ولوكسمبورغ وصدر في سنة 2004.

## بطولة
- آل باتشينو
- جيرمي أيرونز
- جوزيف فاينس

## الميزانية والإيرادات
بلغت تكلفة إنتاج الفيلم حوالي 30 مليون دولار بينما حقق أرباحا تقدر بـ 21,417,725 دولار.

## وصلات خارجية
- تاجر البندقية على موقع IMDb (الإنجليزية)
- تاجر البندقية على موقع ميتاكريتيك (الإنجليزية)
- تاجر البندقية على موقع روتن توميتوز (الإنجليزية)
- تاجر البندقية على موقع نتفليكس (الإنجليزية)
- تاجر البندقية على موقع قاعدة بيانات الأفلام العربية
- تاجر البندقية على موقع ألو سيني (الفرنسية)
- تاجر البندقية على موقع Turner Classic Movies (الإنجليزية)
- تاجر البندقية على موقع أول موفي (الإنجليزية)
- تاجر البندقية على موقع بوكس أوفيس موجو (الإنجليزية)
- تاجر البندقية على موقع فيلمافينيتي (الإسبانية)